# Ceratina takasagona
Ceratina takasagona är en biart som beskrevs av Shiokawa och Hirashima 1982. Ceratina takasagona ingår i släktet märgbin, och familjen långtungebin. Inga underarter finns listade i Catalogue of Life.